# Cerebratulus striolentus
Cerebratulus striolentus är en djurart som tillhör fylumet slemmaskar, och som först beskrevs av Girard 1853.  Cerebratulus striolentus ingår i släktet fläsknemertiner, och familjen Cerebratulidae. Inga underarter finns listade i Catalogue of Life.